# 儲存虛擬化
儲存虛擬化（Storage virtualization）為計算機科學領域的一個觀念與術語，是利用虛擬化技術，讓有限的儲存設備可以發揮更多的使用效益。
所谓储存虚拟化，是和云时代下分布式环境密不可分的。旨在在一个庞大的分布式服务器集群中，对分布在不同服务器主机上的海量数据有效地进行各种处理。